# 物初大観
物初大観（もっしょ たいかん）は、南宋後期に活動した臨済宗大慧派の禅傑である。大慧下4世。

## 生涯
慶元府鄞県横渓で誕生した。俗姓は陸氏。道場山の北海悟心に就いて出家し、北礀居簡の法を嗣いだ。淳祐元年（1241年）に臨安府法相禅院に住したのを初めとして、安吉州顕慈禅寺、紹興府象田興教禅院、慶元府智門禅院、大慈山教忠報国禅寺、阿育王山鄮峰広利禅寺に歴住して大慧派の宗風を広めた。咸淳4年6月17日（1268年7月28日）示寂。語録に物初和尚語録があり、文集として物初賸語が編まれた。法嗣に晦機元煕がいる。